# Округ Маскоги (Оклахома)
Маскоги (енгл. Muskogee County) је округ у америчкој савезној држави Оклахома.

## Демографија
По попису из 2010. године број становника је 70.990, што је 1.539 (2,2%) становника више него 2000. године.
| Група             | 2000.          | 2010.          |
| Белци             | 43.606 (62,8%) | 41.362 (58,3%) |
| Афроамериканци    | 9.142 (13,2%)  | 8.030 (11,3%)  |
| Азијати           | 404 (0,6%)     | 396 (0,6%)     |
| Хиспаноамериканци | 1.857 (2,7%)   | 3.688 (5,2%)   |
| Укупно            | 69.451         | 70.990         |